# Chryseurytoma
Chryseurytoma is een geslacht van vliesvleugeligen uit de familie Eurytomidae. De wetenschappelijke naam van dit geslacht is voor het eerst geldig gepubliceerd in 2004 door Chen & Huang.

## Soorten
Het geslacht Chryseurytoma is monotypisch en omvat slechts de volgende soort:
- Chryseurytoma viridis Chen & Huang, 2004